# パブリック 図書館の奇跡
『パブリック 図書館の奇跡』（パブリック としょかんのきせき、The Public）は、2018年のアメリカ合衆国のドラマ映画。エミリオ・エステベス監督・脚本・製作・主演。ホームレスの人々に同情して、ともに「パブリック」＝公共図書館に立てこもることを決意した図書館職員たちを描いた社会派サスペンス。

## ストーリー
ある冬のシンシナティ。シンシナティ公共図書館職員のスチュアートは、館内で全裸になって大声で歌う男を追い出す。昼、以前スチュアートが追い出した男が図書館を人権侵害で告発し、検察官・デイヴィスが、和解金を支払うよう強い調子で勧告する。デイヴィスは次期市長選出馬を表明しており、事件を自身のイメージ向上につなげようとしていた。スチュアートは図書館側の自由を盾に抗弁するが、予算削減を恐れた図書館長・アンダーソンは、スチュアートに解雇を言い渡す。
その折、シンシナティに大寒波が襲来する。ホームレスの凍死者が相次ぐが、市が設置した、ホームレスが凍死を防ぐためのシェルターは収容容量が足りなかった。約70人のホームレスがシンシナティ公共図書館に押しかけ、3階の開架閲覧室の出入り口を本棚で封鎖し、閉館時刻後も居座る。公共図書館の運営規則では、閉館時刻以後、利用者を退去させることが厳しく決められていたが、過去にホームレス体験があり、彼らの危機を親身に感じ取ったスチュアートは、規則より人命を優先し、一夜の宿を与えるつもりで、ホームレスたちとともに、公共図書館内にとどまる。
デイヴィスはこの騒動を利用しようと、即座にシンシナティ市警にコンタクトを取る。ベテラン刑事のビルが交渉人に命じられて現場に急行し、スチュアートに電話越しで接触する。スチュアートは自身だけの離脱と引き換えに罪の免除を提示されるが断り、新たなホームレスの居場所を要求する。さらに電話口にデイヴィスがいることを知ると、思わず「上着を脱いで路上に5分間横たわれ」と口走る。デイヴィスは売名のため、取材のため集まっていたテレビカメラの前で要求に応じ、スチュアートが危険思想の持ち主であるかのように語る。こうして「立てこもり事件」に仕立て上げられてしまったことで、スチュアートは平和裏にホームレスたちをかくまうだけの態度をやめ、「これはデモだ」と宣言する。
デイヴィスの発言を受けたテレビ局は、視聴率稼ぎのため、スチュアートの前科を扇動的に報道し、凶悪事件に仕立て上げようとする。デイヴィスは以前の事件での弱者に優しい態度をかなぐり捨て、「街の治安」のため、市警に強硬な解決を主張する。図書館は警官隊に取り囲まれる。一同は抵抗の意思がないことを示すため、全裸になって歌いながら出入り口を開放し、一斉に逮捕・連行される。彼らの姿を見たテレビ局は中継撮影をあきらめる。一同は陽気に合唱しながら、護送車で運ばれていくのだった。

## キャスト
- ビル・ラムステッド：アレック・ボールドウィン - 市警のベテラン刑事。「立てこもり事件」の交渉人となる。失踪中の息子・マイクを「人質」の中に見つけ、警官隊の突入を決断する。
- スチュアート・グッドソン：エミリオ・エステベス - 図書館の整理職員。アルコール依存症やホームレスだった過去があるゆえ、弱者に優しく、行政や警察に反発的な一面を持つ。
- マイラ：ジェナ・マローン - 図書館の司書。アンジェラとともに現場を見守る。
- アンジェラ：テイラー・シリング - スチュアートの住むアパートの管理人で、恋人。アルコール依存症だった過去を持つ。
- ジョシュ・デイヴィス：クリスチャン・スレーター - 野心家の検察官。市長選立候補のかたわら、自身のイメージ向上のため図書館職員を目の敵にする。安物のコロンをつけており、スチュアートに「コロン」というあだ名を付けられる。
- レベッカ・パークス：ガブリエル・ユニオン - 地元テレビ局・WCBOのレポーター。自身の出世のため、立てこもりを凶悪事件であるかのように報道する。
- エルネスト・ラミレス：ジェイコブ・バルガス - 図書館の警備員。メキシコ出身。
- ジャクソン：マイケル・ケネス・ウィリアムズ - ホームレスのリーダー格。警察の介入を招いたスチュアートを非難する。
- アンダーソン：ジェフリー・ライト - 図書館長。スチュアートに解雇を言い渡したが、事件を受け、スチュアートと帯同する。
- ビッグ・ジョージ：チェ・"ライムフェスト"・スミス（英語版） - 精神を病み、自身の目から出るレーザー光線で人を殺してしまうと思いこんでいるホームレス。スチュアートが自分の眼鏡を「レーザーを防ぐもの」としてプレゼントし、救われる。
- チップ：キー・ホン・リー - 地元テレビ局のカメラマン。報道を歪めるレベッカの態度に反発する。
- シーザー：パトリック・ヒューム - 雑学家のホームレス。凍死したと仲間に思われており、立てこもりに呼ばれなかった。
- エドワーズ：リチャード・T・ジョーンズ - 市警の署長。
- マーシー・ラムステッド：スザンナ・トンプソン - ビルの元妻。
- ハーパー：スペンサー・ギャレット - デイヴィスの選挙対策参謀。
- マイク：ニック・パジック - ビルの息子。家出の末にホームレスとなり、図書館にやって来る。立てこもりの最中にスチュアートを殴ったため、他のホームレスに開架閲覧室を追い出される。
- ブラッドリー：ケビン・ウェッブ - 牧師で、市長選立候補者。事件を受け、食糧の支援にやって来る。
- アシーナ：デイル・ホッジス - ホームレス。

## 作品の評価
Rotten Tomatoesでは、批評家は「その意図を正しく理解する方が実行するよりも簡単な場合があるが、それでも『パブリック 図書館の奇跡』は真摯で当然ながら魅力的な社会擁護ドラマである。」との見解で一致しており、98件の評論のうち高評価は66%にあたる65件で、平均点は10点満点中6.3点となっている。
Metacriticでは、18件の評論のうち、高評価は4件、賛否混在は11件、低評価は3件で、平均点は100点満点中46点となっている。